# Holothuria helleri
Holothuria helleri is een zeekomkommer uit de familie Holothuriidae.
De wetenschappelijke naam van de soort werd in 1877 gepubliceerd door Emil von Marenzeller.